# Trimerotropis thalassica
Trimerotropis thalassica är en insektsart som beskrevs av Bruner, L. 1889. Trimerotropis thalassica ingår i släktet Trimerotropis och familjen gräshoppor. Inga underarter finns listade i Catalogue of Life.